# Proatta

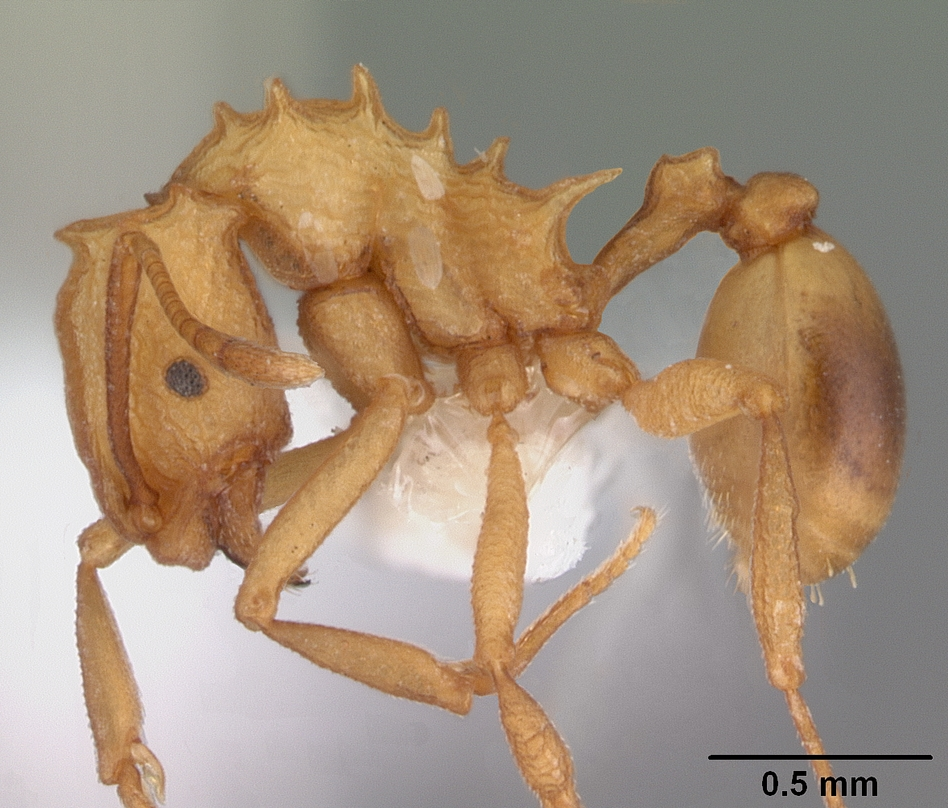
Муравей Proatta butteli

Proatta (лат.) — род муравьёв подсемейства мирмицины (Myrmicinae, Crematogastrini, ранее в Stenammini). Юго-Восточная Азия.

## Описание
Мелкие земляные муравьи желтовато-коричневого цвета (самки и самцы тёмно-бурые) с многочисленными шипиками на груди. Заднегрудка с двумя длинными проподеальными шипиками. Усики длинные, у самок и рабочих 12-члениковые, булава 3-члениковая. Жвалы рабочих с 4—5 зубцами. Нижнечелюстные щупики 3-члениковые, нижнегубные щупики состоят из 2 сегментов. Голени средних и задних ног без апикальных шпор. Стебелёк между грудью и брюшком состоит из двух сегментов (петиоль + постпетиоль).
Ранее был в составе трибы Stenammini, а с 2014 года в составе трибы Crematogastrini в качестве корневой клады.
- Proatta butteli Forel, 1912